# ウィリアム・タネン (俳優)
ウィリアム・タネン（William Tannen、1911年11月17日 - 1976年12月2日）は、アメリカ合衆国の俳優。

## 出演作品
- 保安官ワイアット・アープ